# Kalu Uche
Kalu Uche, född 15 november 1982 i Aba, Nigeria, är en nigeriansk fotbollsmittfältare och anfallare. Han spelade senast för ATK. Tidigare klubbar är bland andra RCD Espanyol, UD Almería, Neuchâtel Xamax FC, Wisła Kraków och Bordeaux.
Uche debuterade i nigerianska landslaget mot Angola den 21 juni 2003, och har spelat 35 landskamper och gjort 4 mål. Han deltog i Afrikanska mästerskapet i fotboll 2010, där Nigeria slutade trea. I VM 2010 gjorde han två mål, ett mot Grekland (1-2) och ett mot Sydkorea (2-2), men Nigeria, som dessförinnan förlorat mot Argentina med 0-1, slogs ut i gruppspelet.
Uche är äldre bror till fotbollsspelaren Ikechukwu Uche.